# Glossina vanhoofi
Glossina vanhoofi är en tvåvingeart som beskrevs av Henrard 1952. Glossina vanhoofi ingår i släktet tsetseflugor, och familjen Glossinidae.
Artens utbredningsområde är Kongo. Inga underarter finns listade i Catalogue of Life.